# Aluminum Corporation of China Limited
Aluminum Corporation of China Limited (kendt som Chalco; moderselskabet Aluminum Corporation of China kendes som Chinalco) (HKEX: 2600, NYSE: ACH, SSE: 601600) er en multinational aluminiumsvirksomhed. Virksomheden har hovedsæde i Beijing i Kina. Den er blandt verdens allerstørste aluminiumsproducenter og har været verdens næststørste aluminiumsproducent. Det er desuden Kinas eneste aluminiumsproducent. Chinalco er primært involveret i udvinding af aluminiumoxid, elektrolysebehandling af rå-aluminium og i forarbejdning og produktion af aluminium, såvel som handel, forskning og tekniske services.
I 2013 havde koncernen 103.493 medarbejdere og en omsætning på 71,1 mia. RMB.
Det har sin primære børsnotering på Shanghai Stock Exchange, hvor selskabet er en del af SSE Composite Index. Selskabet har sekundære børsnoteringer på Hong Kong Stock Exchange og New York Stock Exchange.

## Organisation
Virksomheden har en række særskilte forretningsområder inklusive (1) aluminaraffinering, (2) primær alumina smeltning og (3) energi. Alluminiumsraffineringssegmentet består af minedrift, købt af bauxit, raffinering af bauxit til alumina, produktion og salg af aluminakemikalier og metal-gallium. Aluminasmeltningssegmentet smelter alumina til produktion af primær aluminium, producerer carbonprodukter, aluminumslegeringer og øvrige aluminiumsprodukter. Energisegmentet producerer kul, kulkraft og udvikler vindkraft og solkraft, fremstiller energiudstyr og integrerer kulkraft med aluminiumsoperationer.

## Chinalcos historie
Aluminum Corporation of China (Chinalco) er et statsejet holdingselskab etableret i 2001 til at være den primære aluminiumsproducent i Kina. Det er moderselskabet til Aluminum Corporation of China Limited (Chalco) som er børsnoteret på børserne i New York, Hongkong og Shanghai.
10. juni 2008 blev Chalco en del af Hang Seng Index.
Chinalco har en aktiepost på 9 % af det anglo-australske mineselskab Rio Tinto. Rio Tinto kontrollerer store jernårer i Australien.
I 2010 reporterede Chinalco et nettoresultat på ¥ 778,01 mio, en dramatisk stigning i forhold til det tidligere års underskud ¥ 4,62 mia.
I juli 2011 unskrev Chinalco en langtidskontrakt med det mongolske mineselskab Tavan Tolgoi om import af årligt mere end 15 mio. tons kokskul for at imødekomme den stigende efterspørgsel på det kinesiske marked.
Indtil 2013 havde Chinalco også en division for fabrikation af diverse produkter i aluminium.

## Operationer

### Chalieco
Et datterselskab til Chinalco er China Aluminum International Engineering (Chalieco) som består af forretningsområder indenfor ingeniørvidenskab, design, kosunlentydelser, entreprenørarbejde og produktion af udstyr. Som entreprenør er det verdens 124. største byggefirma, rangeret af Engineering News-Record i 2013. Chalieco blev børsnoteret på Hong Kong Stock Exchange i 2012.

### Peru
Chinalco investerer 3 mia. US $ på etablering af minedrift i Morococha-distriktet i Peru. Virksomheden planlægger at udvinde kobber fra en åre i Mount Toromocho. Kobberminen i Peru ventes at producere 250.000 tons kobber årligt i en periode på 35 år. I forbindelse med minen opføres en ny by til 5.000 indbyggere.